# Kantemir Balàgov
Kantemir Balàgov (rus: Кантемир Артурович Балагов)  (Nàltxik, 28 de juliol de 1991), nom complet amb patronímic Kantemir Artúrovitx Balàgov, és un director de cinema, guionista i director de fotografia rus.

## Biografia
Kantemir va néixer en l'actual localitat russa de Nàltxik el 28 de juliol de 1991. La seva mare és una professora de química i biologia i el seu pare és un empresari local.
Als 18 anys, juntament amb els seus amics, va rodar una sèrie web consistent en diversos episodis la durada individual dels quals rondava els 10 minuts. Originalment, no tenia la intenció de seguir una carrera com a cineasta. De fet, ja havia començat a estudiar un grau en Economia a la ciutat de Stávropol, quan als 23 anys va decidir abandonar els estudis i sol·licitar una plaça en el taller de cinema de la Universitat de Kabardino-Balkaria dirigit per Aleksandr Sokúrov. Balàgov no va poder matricular-se dins de termini, per la qual cosa no va poder optar a una plaça com a estudiant de primer any, però així i tot va escriure a Aleksandr Sokúrov, demanant-li que considerés la seva sol·licitud. Finalment se li va atorgar una plaça, però com a estudiant de tercer any. Com a resultat, es va graduar en la Universitat Kabardino-Balkar.
Durant la seva etapa com a estudiant, va dirigir tres curtmetratges, incloent el documental Andriuja (2013), Massa jove (2013), la seva peça de graduació, i Jo, primer (2014). Alguns d'ells es van projectar en la 67a del Festival Internacional de Cinema de Locarno.
El 2017, Balàgov va dirigir el seu primer llargmetratge, Massa a prop (Tesnotá), que es va presentar en la secció Un Certain Regard del Festival de Cannes, on va rebre el premi FIPRESCI de la crítica internacional. També el 2017, el film va ser guardonat amb el premi GQ Rússia en la categoria de Descobriment de l'any.
El 2019, Balàgov va rebre novament el premi FIPRESCI, així com el premi a Millor Director, pel seu segon llargmetratge, Una gran dona (Dylda), que també es va presentar en la secció Un Certain Regard del Festival de Cannes.

## Carrera cinematogràfica

### Massa a prop (2017)
Amb 26 anys Balàgov signava el seu debut cinematogràfic amb la pel·lícula Massa a prop (Tesnotá). El film situa a l'espectador l'any 1998, a la localitat de Nàltxik, i gira entorn de Ilana (Daria Jóvner), una jove jueva de 24 anys, i la seva família, que sobtadament són colpejades per la notícia del segrest del germà menor i de la seva promesa, a les portes de les seves noces. El preu del rescat és molt elevat i la família no s'ho pot permetre. Però necessiten aquests diners, i hauran de buscar alguna manera d'aconseguir-los.
Al voltant d'aquesta premissa es construeix aquesta òpera prima que, al mateix temps que va causar sensació, va generar polèmica. I és que "Balàgov utilitza el segrest per a construir un retrat històric, social i personal d'un dels episodis més foscos de la convulsa Europa de l'Est, amb la guerra de teló de fons", la guerra de Txetxènia. Però la polèmica sorgeix d'una escena en la qual es mostra a un grup de nois borratxos que miren un vídeo real gravat durant la massacre de Daguestan que va tenir lloc en 1999, en el qual es mostra a un grup de txetxens torturant i degollant a un grup de soldats russos, material que va acabar per circular sense cap mena de control per la xarxa.
El títol Massa a prop, d'entrada, ja al·ludeix a un tret transversal de la cinta: la càmera es situa molt a prop dels personatges i de l'acció. Una posada en escena claustrofòbica, sensació a la qual contribueix la relació d'aspecte 4:3 a càrrec del director de fotografia Artiom Yemelyánov, qui a més sosté la càmera en mà, la qual cosa impregna a la imatge d'una immediatesa i inestabilitat, que també es trasllada al relat, i s'intensifica per l'arriscada estètica de la pel·lícula, que opta pels contrastos marcats i els colors profunds, en els quals semblen enfonsar-se els personatges.
La pel·lícula es troba en constant moviment, com el seu protagonista, Ilana, interpretada per la jove i desconeguda actriu de teatre Daria Jóvner, que aquí encarna a una noia que no encaixa amb el que s'espera d'ella i desafia a la seva família i les regles de la comunitat. Amb relació a Daria Jóvner i al paper que va interpretar, Balàgov va admetre que el càsting no va ser arbitrari, ja que creia que ella era "la persona ideal per a mostrar aquesta rebel·lió contra les velles tradicions masclistes del Caucas de sotmetre a les dones", en descriure-la com "una actriu que constantment està en acció, pensant coses i projectant-se cap al futur". Personatge, així mateix, que per a Balágov representa l'esperança que sempre s'associa a les noves generacions, que impulsen el canvi amb el seu desig de voler viure en el present, en lloc d'en el passat.
En aquest film, Balàgov realitza un retrat social d'una comunitat aferrada al passat i d'una regió que es presenta com a llar de diferents pobles que, malgrat haver estat igualment castigats per la guerra, són incapaces d'entendre's entre ells ni de solidaritzar-se, fet que amb freqüència es manifesta sota la forma de la violència. Tensions que també es palpen en el microcosmos familiar, massa rígid amb les noves generacions, contribuint així a la perpetuació d'un malestar generalitzat.
És probable que el projecte del jove director no hagués pogut adquirir aquesta rellevància sense el suport del seu mentor i tutor Aleksandr Sokúrov, el qual va produir aquest film i que, segons Balàgov, li va deixar "tota la llibertat del món" i no es va immiscir en el projecte ni va imposar la seva mirada. Això, reconeix Balàgov, "per a un director jove és una oportunitat increïble".

### Una gran dona (2019)
Mentre que Massa a prop va ser passada per alt pel gran públic en tractar-se de la carta de presentació d'un nouvingut al panorama cinematogràfic internacional, Una gran dona (Dylda) va gaudir d'un gran reconeixement, probablement a causa de la seva més àmplia distribució i difusió. La pel·lícula va ser seleccionada per Rússia per competir en la secció de Millor Pel·lícula Internacional de la 92a edició dels Premis de l'Acadèmia, sent a més preseleccionada com una de les 10 possibles pel·lícules candidates a ser nominades en aquesta categoria.
El títol de la pel·lícula, Una gran dona (en rus: Dylda (Llargueruda); en anglès: Beanpole), fa referència a la protagonista, Iya (Viktòria Mirosxienko), una dona molt alta, "llargueruda", infermera en un hospital militar, que sofreix un cas d'estrès posttraumàtic derivat de la seva experiència en el front. Es situa a la tardor de 1945 en el desolat paisatge d'un Leningrad en ruïnes. Allí, Iya es troba amb Maixa (Vassilissa Perelíguina), una soldada que torna del front. Juntes tractaran de reconstruir les seves vides.
Inspirant-se lleugerament en la novel·la de la guanyadora del Nobel Svetlana Aleksiévitx, La guerra no té rostre de dona (1985), "Balàgov crea un món en el qual el sofriment i la resistència de les dones es tornen el·líptics, amb proactividad i càstig a cada costat d'un pèndol en constant moviment", obligades a admetre una victòria bèl·lica que ha suposat una derrota personal, tractant de sobreviure i tirar endavant malgrat les adversitats i els obstacles imposats.
La càmera de Balàgov és pròxima i es mou compulsivament, com la dels germans Dardenne o la de l'hongarès Lászlo Nemes. Aquesta càmera s'endinsa, al costat dels personatges, en espais claustrofòbics, com a exteriorització de l'aïllament que els personatges experimenten. Espais dominats per un vermell, un verd i un daurat que componen quadres de gran intensitat expressiva i, que "creguin una atmosfera d'excepció, que no acaba per ser purificadora ni terrible sinó tibant i incòmoda, recordant algunes pel·lícules del realitzador polonès Krzysztof Kieślowski", com en la pel·lícula La doble vida de Verónica.
Es tracta d'una pel·lícula que s'oposa al discurs històric predominant a la Rússia de Putin, posicionant-se en contra d'un "oficialisme obstinat a blanquejar els horrors de la història". No estranya que Una gran dona fos produïda per Aleksandr Rodnianski, el productor darrere d'altres obres profundament crítiques amb el "nacionalisme atroç" present a Rússia i del qual parla Balàgov, com Elena (2011), Leviatan (2014) i Sense amor (2017), totes elles dirigides per l'aclamat cineasta rus Andrei Zviàguintsev.

## Filmografia
| Any  | Títol                    | Director | Guionista |
| ---- | ------------------------ | -------- | --------- |
| 2017 | Massa a prop (Tesnotá)   | Sí       | Sí        |
| 2019 | Una gran dona (Beanpole) | Sí       | Sí        |

## Premis i distincions
Festival Internacional de Cinema de Cannes
| Any  | Categoria                                  | Pel·lícula               | Resultat  |
| ---- | ------------------------------------------ | ------------------------ | --------- |
| 2019 | Premi al millor director Un Certain Regard | Una gran dona (Beanpole) | Guanyador |
| 2019 | Premis FIPRESCI                            | Una gran dona (Beanpole) | Guanyador |